# 노다 사건
노다 사건(野田事件)은 1979년 9월 11일, 지바현 노다시에서 일어난 유괴 살해사건이다. 사건이 일어난 지 30년이 지난 2010년까지도 범인으로 지목되어 복역했던 사람이 범인이었는가 대한 논란이 있다.

## 사건의 발생
1979년 9월 11일, 당시 초등학교 1학년(7)인 피살자는 하교 중 실종되었다가 당일 오후 9시 경, 손발이 묶인 알몸 시체로 발견되었다. 사체를 부검한 결과, 오후 2시를 전후하여 피살된 것으로 결론내려졌으며, 질과 항문 내부 등에 강간당한 흔적이 발견되었다. 경찰은 근처에 사는 지적 장애우인 아오야마 다다시(青山正, 당시 31)를 용의자로 지목하고 사건으로부터 18일 뒤인 9월 29일에 아오야마를 체포했다. 그러나 아오야마가 사건과 관련되어 있다는 증거는 당시 전혀 없었다.

## 경찰 조사
경찰의 조사에서 아오야마는 혐의를 부인했으나 계속되는 조사에 대해 부분적으로 답을 하기 시작했고, 이러한 단편적인 내용을 모아 경찰은 조서를 완성한다. 그러나 이 조서는 사건과 내용이 일치되지 않거나, 앞뒤가 들어맞지 않는 등, 문제 투성이였다.
한편 9월 13일 발견된 피살자의 유류품 중 책가방이 유력한 증거품으로 떠올랐다. 당시 책가방은 이름표 부분이 잘려나간 상태로 발견되었는데, 잘려나간 부분을 아오야마가 가지고 있던 것으로 판명되어 경찰은 더욱 아오야마를 범인으로 의심하게 되었다. 그러나 피살자의 책가방은 이른바 가품이었던 것에 반해 경찰이 제시한 증거품은 진품으로, 경찰측에서 증거품을 날조한 것이 아닌가라는 의문이 끊임없이 제기되었다.

## 재판
1980년 1월 28일, 지바지방법원에서 1심 재판이 시작되었다. 재판에서 최대의 쟁점은 정신지체 장애인인 아오야마에게 책임능력과 소송능력이 있느냐였다. 경찰측과 변호인측은 각각 실시한 정신감정을 근거로 이를 다퉜으나, 재판부는 책임능력 유무 여부에 대한 판단 자체를 보류하고 심리를 강행, 1987년 1월 26일에 징역 12년이 판결되고 만다.
한편 변호인단은 도쿄고등법원에 항소하나, 재판부는 변호인측의 요구를 대부분 거부하고 1989년 6월 9일에 항소를 기각하고 만다. 변호인단은 재차 대법원에 상고하지만 대법원에서도 기각되어 1993년 12월 20일에 징역 12년을 선고한 원심의 판결을 확정지었다.

## 형기만료 이후
1994년 8월 14일, 아오야마는 형기 만료로 출소하여 재심을 청구하려 했지만 2010년까지 구체적인 재심 청구의 움직임은 없다.

## 같이 보기
- 부산 여중생 살해 사건
- 안양 초등학생 납치 살해 사건
- 2007년 제주 초등학생 성추행 살해 사건
- 대한민국 형사소송법 제420조
- 고유정 사건
- 조두순 사건
- 이춘재 연쇄 살인 사건